# ری (آلاباما)
ری (به انگلیسی: Ray) شهرکی در شهرستان کائوسا ایالت آلاباما است که مساحت آن ۲۱٫۳۶ کیلومترمربع است و در سرشماری سال ۲۰۱۰ میلادی، ۴۴۳ نفر جمعیت داشته و تراکم جمعیتی آن، ۲۰٫۷۴ در کیلومترمربع بوده است.